# Битка за Ирпињ
Битка за Ирпињ је битка која се водила за контролу над градом Ирпињ између руских и укрјаинских снага током руске агресије против Украјине 2022. године. У оквиру офанзиве на Кијев (2022) руске снаге су желеле да преузму контролу над градовима Ирпињ, Буча, Гостомељ, да би окружиле украјинску престоницу Кијев са запада. Због интензивитета офанзиве на Кијев, Кијевска државна регионална администрација је прогласила Бучу, Ирпињ, Гостомељ, пут М06 и Вишгород за најопасније регије Кијевске области.

## Приквел
На почетку оружаног напада на северу од Ирпиња у граду Гостомељ руске снаге су заузели аеродром Гостомељ и сам град. Руске снаге су наставиле да се крећу на југ да би заузеле Ирпињ и суседни град Бучу и опколиле Кијев.
25. фебруара 2022. годину украјинске снаге су уништили руску колону која је ишла на Ирпињ. 26. фебруара 2022. године становник Ирпиња је записао видео у којем се приказује како се руски десант облачи као цивил.

## Битка

### 27. фебруара 2022. године
27. фебруара украјинске снаге су изјавиле да су руске снаге кренуле на Бучу, а после су прошле кроз град у смеру ка Ирпињу, самим тим почевши битку за Ирпињ. Унутар града почела је тенковска борба, а украјинска пешадија је водила битку против руског десанта. Градоначелник Ирпиња Олександар Маркушин је изјавио да је руска војска покушавала да прође кроз град, али је била заустављена од стране украјинских снага и јединица територијалне одбране. На видео украјинских војника види се уништен бронетранспортер и најмање 6 погинулих руских војника.
Украјинске снаге су користиле ракете и артиљерију да би зауставили руску снагу. Украјински војници такође су уништили мост који спаја Бучу и Ирпињ, да не би пустили у Ирпињ руску војску.
У неко време током дана влада је упозорила грађане Буче да се не евакуишу из града пошто нису они иницијирали евакуацију. Украјинска влада је тврдила да је то нека махинација од стране руских снага да би они видели где иду аутобуси и на тај начин уђу у Кијев, користећи грађане као живи штит. 

### 28. фебруар 2022.
28. фебруара 2022. године саветник председника Украјине Олексиј Арестович је изјавио да су украјинске снаге ујутру напале руску војску на путу Ирпињ-Житомир и да је до 14.00 ч уништено око 200 јединица војне технике.

### 2. март 2022.
2. марта 2022. године два руска авиона Су-25 су гађала Ирпињ. Две ракете су удариле у цивилну зграду, погинуло је једно дете и рањена је жена. Су-25 је био уништен, а на његовом борду је био пронађен broj RF-91961, по којем је идентификовано да је он припадао 18. гардијском авијацијском корпусу Русије. Судбина пилота је неизвесна. 
Украјинска пешадија је изјавила да су руске снаге почеле да губе иницијативу у офанзиви и да трпе велике губитке.

### 3. март 2022.
3. марта 2022. године Кијевска државна регионална администрација је обавестила да хуманитарна помоћ се креће према Бучи и Ирпињу, као и да почиње евакуација у оба града. Обавештено је да око 1500 жена и деса су евакујисана возом и око 250 - аутобусом. Али та евакуација је била отежана уништеним железничких пруга на неким деловима као и активним борбама између украјинских и руских снага.
Командант Оружаних снага Украјине Валериј Залужњи је изјавио да је уништен руски Су-30 изнад Ирпиња.

### 5-8. март. 2022.
5. марта 2022. године украјинска пешадија је почела евакуацију мирног становништва из Ирпиња према Кијеву. Пут је био тежак због порушеног моста који су гађали руски авиони. 6. марта 2022. године изјављено је да руске снаге још увек контролишу део Ирпиња. Током евакуације барем 8 цивилних становника, од којих двоје деце, погинули су због пуцања на путу евакуације. То је, према подацима ораганизације Human Rights Watch, грубо кршење закона рата. Истог дана током руских пуцања погинуо је украјински глумац Паша Ли, који је постао војник. 8. марта градоначелник Ирпиња Олександар Маркушин је обавестио да је добио претње и захтев да преда град руским снагама, које је он одбацио са речима "Ирпињ се неће предати, Ирпињ се бори".